# 牛漆姑草属
牛漆姑草属（学名：Spergularia）是石竹科下的一个属，为披散草本植物。该属共有约40种，分布于全球。